# Lista (stacja metra)
Lista – stacja metra w Madrycie, na linii 4. Znajduje się w dzielnicy Salamanca, w Madrycie i zlokalizowana jest pomiędzy stacjami Diego de León i Goya. Została otwarta 17 września 1923.